# Liste der Monuments historiques in Valbonne
Die Liste der Monuments historiques in Valbonne führt die Monuments historiques in der französischen Gemeinde Valbonne auf.

## Liste der Bauwerke
| Bezeichnung                               | Beschreibung                    | Standort                                                  | Kennzeichnung | Schutzstatus | Datum | Bild           |
| ----------------------------------------- | ------------------------------- | --------------------------------------------------------- | ------------- | ------------ | ----- | -------------- |
| Kloster Valbonne                          |                                 | (Lage)                                                    | PA00080901    | Classé       | 1984  | weitere Bilder |
| Reste des Aqueduc de Clausonnes           | Aquädukt aus dem 1. Jahrhundert | (Lage)                                                    | PA00080902    | Inscrit      | 1936  | weitere Bilder |
| Place des Arcades                         |                                 | (Lage)                                                    | PA00080966    | Inscrit      | 1992  | weitere Bilder |
| Domaine des Trois Moulins de la Valmasque |                                 | 598, chemin des Trois-Moulins 1283A, route du Parc (Lage) | PA06000041    | Inscrit      | 2010  |                |

## Liste der Objekte
| Bezeichnung                | Beschreibung | Standort                       | Kennzeichnung | Schutzstatus | Datum | Bild |
| -------------------------- | --- | ------------------------------ | ------------- | ------------ | ----- | ---- |
| Altaraufbau mit Tabernakel | vom ehemaligen Hauptaltar; Holz, polychrom gefasst, vergoldet, Mitte des 18. Jahrhunderts                                                           | in der Kirche St-Blaise (Lage) | PM06001419    | Classé       | 1989  |      |
| Maria-Rosenkranz-Altar     | Altartisch, Retabel und Gemälde Stiftung und Geheimnis des Rosenkranzes; Holz, polychrom gefasst, vergoldet, 1680, sowie Ölfarbe auf Leinwand, 1683 | in der Kirche St-Blaise (Lage) | PM06001420    | Classé       | 1989  |      |